# ماساهیتو کوهییاما
ماساهیتو کوهییاما (انگلیسی: Masahito Kohiyama؛ زادهٔ ۷ مهٔ ۱۹۶۹) بازیکن بیس‌بال اهل ژاپن است.
وی در مسابقات کشوری و بین‌المللی در مجموع برندهٔ ۱ مدال نقره، ۱ مدال برنز شده‌است.